# Z Tauri
Z Tauri är en pulserande variabel av Mira Ceti-typ i stjärnbilden Oxen. 
Stjärnan varierar mellan magnitud +9,5 och 18,0 med en period av 446 dygn.